# قلعة عريمة
بناها الصليبين لحماية الطريق بين طرطوس وطرابلس على بعد 25 كم عن طرطوس فوق تلة صخرية. سورها مهدم الآن بشكل كامل تقريباً، ولكن يوجد برجان حتى الآن يعود تاريخهما إلى القرنين الثاني والثالث عشر للميلاد، وقد وجد فيها قطع فخارية تدل على أن القلعة يعود تاريخها إلى العصور الرومانية واليونانية والبيزنطية بالرغم من آن اسمها يشير إلى أنها كانت موجودة قبل تلك العصور.